# Viu (servizio di streaming)
Viu è un provider di streaming video over-the-top (OTT) con sede a Hong Kong di Viu International Ltd, una società del gruppo PCCW. Gestito in un modello a doppia entrata che comprende abbonamenti e pubblicità, Viu offre contenuti di diversi generi dai principali fornitori di contenuti asiatici con sottotitoli in lingua locale, nonché serie di produzione originali nell'ambito dell'iniziativa "Viu Original".
Viu è ora disponibile in 16 mercati in Asia, Africa e Medio Oriente, tra cui Hong Kong, India, Singapore, Thailandia, Filippine, Emirati Arabi Uniti, Bahrein, Egitto, Indonesia, Giordania, Kuwait, Malaysia, Oman, Qatar, Arabia Saudita, Myanmar e Sudafrica. A partire dai risultati provvisori di giugno 2020, Viu aveva oltre 36 milioni di utenti attivi mensili.